# Glebocarcinus helveticus
Glebocarcinus helveticus (лат.) — вид вымерших морских крабов из рода Glebocarcinus семейства Cancridae. Жили в раннем миоцене (15,97—20,44 млн лет назад) на территории Европы (ископаемые остатки найдены в Швейцарии). Типовой и единственный образец — окаменевший карапакс NMBE D1854. Обнаружен в песчанике из местонахождения Hohburggraben, Бельпберг. Видовое название присвоено в честь страны, где было найдено ископаемое (Швейцария по-латыни Helvetica). Карапакс средних для рода размеров (наибольшая ширина и длина 23 и 18 мм), овальный, чётко делится на участки и весь покрыт рельефом в виде мелких гранул. Как и современные представители рода, это были донные хищные ракообразные.